# Замок Дунбег

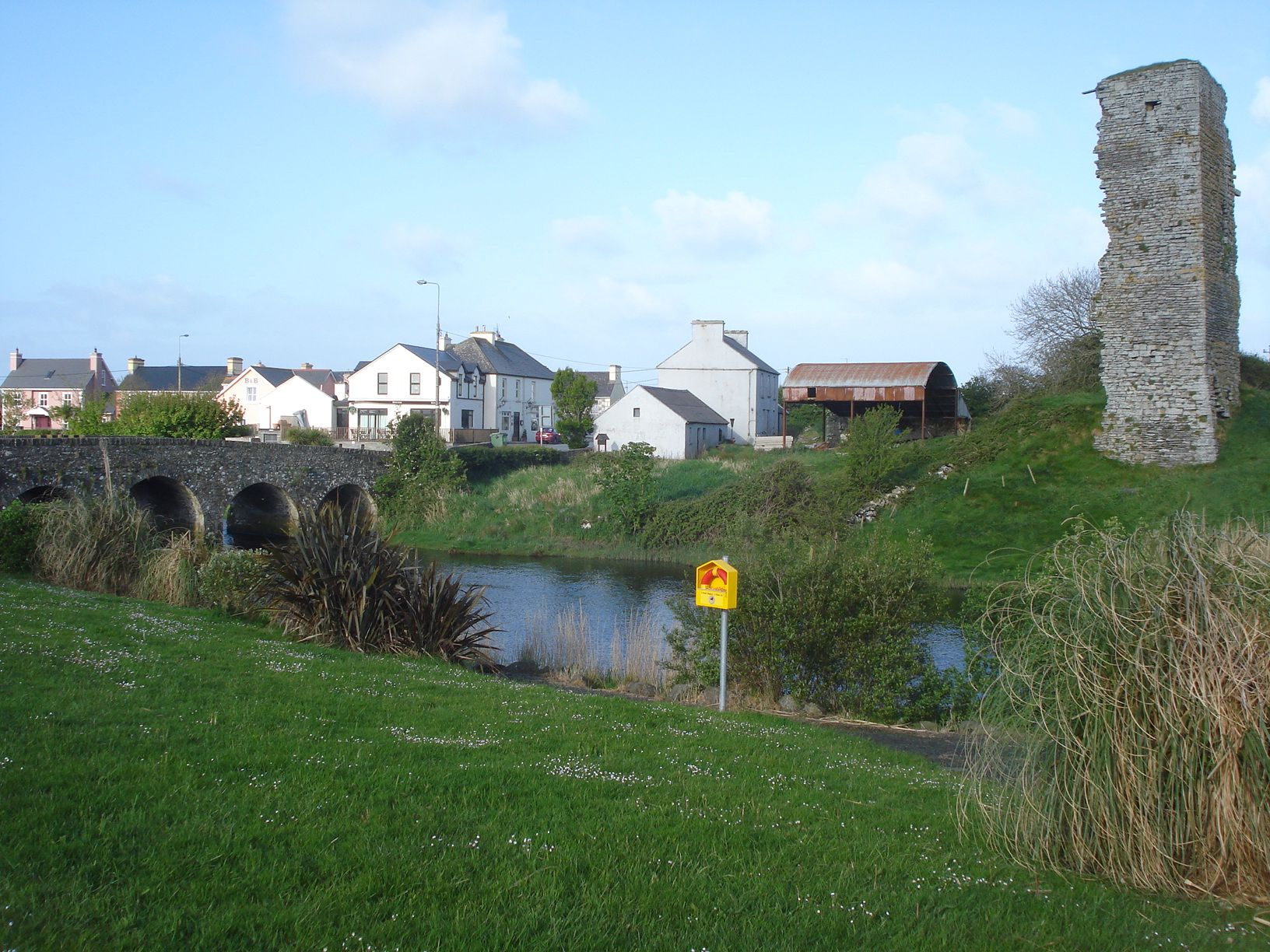
Селище Дунбег, міст Дунбег та руїни замку Дунбег.

Замок Дунбег (англ. Doonbeg, ірл. Dún Beag) — один із замків Ірландії, розташований в графстві Клер, в однойменному селищі Дунбег на березі Атлантичного океану, на території землі та приходу Кіллард. Замок разом з оточуючим пейзажем створює романтичний та драматичний краєвид. Нині селище Дунбег є курортом і популярним місцем серед туристів. Крім того селище Дунбег офіційне визнане частиною Гелтахт — землями Ірландії, де збереглася як розмовна ірландська мова. Назва замку і селища перекладається як «Маленька фортеця».

## Історія замку Дунбег
Селище Дунбег існувало на цьому місці з давніх часів — можливо з раннього середньовіччя. В селищі була давня фортеця на місці якої в XVI столітті був збудований замок. Селище, фортеця, а потім і замок належали ірландським кланам Мак Магон та О'Браєн.
Земля Кіллард і селище Дунбег відомі з VI століття. Назва Кіллард походить від ірландського Кілл Айрд (ірл. — Cill Aird) — «церква на пагорбі». Церкву заснував тут Святий Шенан — покровитель Західного Клер. Потім навколо церкви і монастиря виросло селище. Давня церква не зберезлася. Збереглися руїни церкви, що була побудована на місці давнього храму біля 1000 року. У старі часи ці території були частинами земель Томонд та Коркабайскінн. У часи раннього середньовіччя ці землі були значно більші за площею ніж зараз і більш населені. Але в 801 році, як про це пише літопис монастиря Клонмакнойс, стався сильний землетрус, загинуло більше 1000 чоловік і частина земель пішла під воду — стала дном океану. Від колись великих земель лишилися в океані острівці Маттон та Матл. Про ці ж події пише «Літопис Чотирьох Майстрів». Церква Кілл Айрд довгий час була святинею для навколишніх земель і була діючою, аж поки в 1651 році солдати Олівера Кромвеля не розграбували і не зруйнували її. Разом з цієї церквою була розграбована і зруйнована церква Кілфераг в сусідньому приході Кілкі. Потім парафії Кіллард та Кіллфераг були об'єднані і існували як один прихід більше 200 років. У 1855 році Дунбег знову став окремим приходом.
Замок Дунбег був збудований на місці давньої фортеці ірландським ватажком Філіпом Мак Шеда Мор Мак Коном в XVI столітті для графа Томонд — Даніеля О'Браєна. Турлу Мак Магон з Західного Корку, з селища Байскінн здобув цей замок в 1585 році. Після його смерті в 1595 році після жорстокої облоги замок знову здобув клан О'Браєн. Всі захисники замку, що вціліли після штурму, були зв'язані спина до спини і так повішені. У той час вождь клану О'Браєн був прихильником влади королеви Англії Єлизавети І. Клан Мак Магон боровся за свободу Ірландії. Після перемоги клан О'Браєн отримав у власність всі землі, що належали до цього Тадгу Кеху Мак Магону (спадкоємцю Турлу), в тому числі і замок Дунбег.
Вождь клану О'Браєн — граф Томонд володів замком до 1619 року, коли він передав замок Джеймсу Коміну. Ніколас Стріч ФітцНіколас з Лімеріку теж претендував на цей замок, як спадкоємець ніколаса Стріча. Замок був конфіскований короною Англії за борги в 1688 році і був проданий в 1703 році.
Коли Т. Дж. Вестропп — відомий знавець старовини Ірландії відвідав замок в 1893 році замок був ще в непоганому стані, башта була висотою 60 футів, був збережений фасад розміром 45 футів, фронтони, зубчасті стіни, камін, димарі. Замок був населений — у ньому жили 7 сімей. У 1907 році в замку жили 2 сім'ї. У 1930 році в замку жив 1 мешканець — Майкл Скенлон. Верхній поверх замку використовувався як місце для пікніків. У вересні 1939 року замок був в аварійному стані внаслідок руйнування берега морем. Більша частина замку завалилася, від замку лишилися вбогі руїни. Але замок лишається пам'яткою історії та культури Ірландії.